# Magdalena Losi
Magdalena Losi (ur. 12 grudnia 1980) – polska koszykarka grająca na pozycji rzucającej i niskiej skrzydłowej. Znana w Polsce głównie pod panieńskim nazwiskiem Kozdroń.

## Życiorys
Magdalena Losi rozpoczynała swoją karierę w zespole Orła Polkowice, z którym w 2001 roku wywalczyła awans do ekstraklasy. W trakcie sezonu opuściła Polkowice i zasiliła szeregi pierwszoligowego AZS-u Gorzów, z którym związała się na kolejne 5 lat. Z gorzowskim klubem awansowała do PLKK w 2004 roku. Była podstawową koszykarką zespołu zarówno w krajowym championacie oraz na Akademickich Mistrzostwach Polski i Europy.
W 2007 po złotym medalu na Akademickich Mistrzostwach Europy opuściła Gorzów. Wybrała ofertę drużyny węgierskiej ekstraklasy NKK Szolnok. Po roku tam spędzonym przeniosła się do drugiej ligi włoskiej. W drużynie Memar Reggio Emilia była pierwszoplanową postacią, notując średnio w każdym meczu 19,5 punktu. Po bardzo dobrym sezonie zdecydowała się jednak na urlop macierzyński.
Po rocznej przerwie od koszykówki postanowiła odbudować swoją formę w rodzimej lidze, gdzie podpisała kontrakt z ŁKS Siemens AGD Łódź. Była liderką zespołu, lecz nie ustrzegła drużyny przed spadkiem. Mimo wykupienia przez ŁKS dzikiej karty, Losi nie zdecydowała się pozostać w klubie i ponownie wybrała ofertę z drugiej ligi włoskiej - Vassalli 2G Vigarano.

## Kluby
- do 2001 Orzeł Polkowice
- 2002-2007 AZS PWSZ Gorzów Wielkopolski
- 2007-2008 NKK Szolnok (Węgry)
- 2008-2009 Memar Reggio Emilia (Włochy)
- 2009-2010 urlop macierzyński
- 2010-2011 ŁKS Siemens AGD Łódź
- 2011-2012 Vassalli 2G	Vigarano (Włochy)
- 2013-2014 AZS PWSZ Gorzów Wielkopolski

## Sukcesy
- dwa złote medale na Akademickich Mistrzostwach Europy (2005, 2007)